# 아이그너
아이그너(독일어: Aigner)는 독일의 명품 브랜드이다. 주로 스위스에서 생산하며 시계, 팔찌, 목걸이, 팔찌를 제작 및 판매한다. 아이그너의 로고인 A자는 행운의 말발굽을 상징한다고 한다.